# Pierre Mollaret
Pierre Mollaret (10 de julho de 1898 — 3 de dezembro de 1987) foi um neurologista francês que descreveu pela primeira vez a meningite de Mollaret.